# SN 1997eh
SN 1997eh – supernowa typu Ia odkryta 25 listopada 1997 roku w galaktyce A054904-2429. W momencie odkrycia miała maksymalną jasność 18,50m.